# Cairo (Missouri)
Cairo és una població dels Estats Units a l'estat de Missouri. Segons el cens del 2000 tenia 293 habitants.

## Demografia
Segons el cens del 2000, Cairo tenia 293 habitants, 117 habitatges, i 80 famílies. La densitat de població era de 419 habitants per km².
Dels 117 habitatges en un 33,3% hi vivien nens de menys de 18 anys, en un 54,7% hi vivien parelles casades, en un 12% dones solteres, i en un 30,8% no eren unitats familiars. En el 28,2% dels habitatges hi vivien persones soles el 14,5% de les quals corresponia a persones de 65 anys o més que vivien soles. El nombre mitjà de persones vivint en cada habitatge era de 2,5 i el nombre mitjà de persones que vivien en cada família era de 3,05.
Per edats la població es repartia de la següent manera: un 25,6% tenia menys de 18 anys, un 9,2% entre 18 i 24, un 27,3% entre 25 i 44, un 22,5% de 45 a 60 i un 15,4% 65 anys o més.
L'edat mediana era de 33 anys. Per cada 100 dones de 18 o més anys hi havia 77,2 homes.
La renda mediana per habitatge era de 35.000 $ i la renda mediana per família de 39.464 $. Els homes tenien una renda mediana de 35.417 $ mentre que les dones 20.536 $. La renda per capita de la població era de 14.905 $. Entorn de l'11,4% de les famílies i el 10,2% de la població estaven per davall del llindar de pobresa.

## Poblacions més properes
El següent diagrama mostra les poblacions més properes.